# Сатка

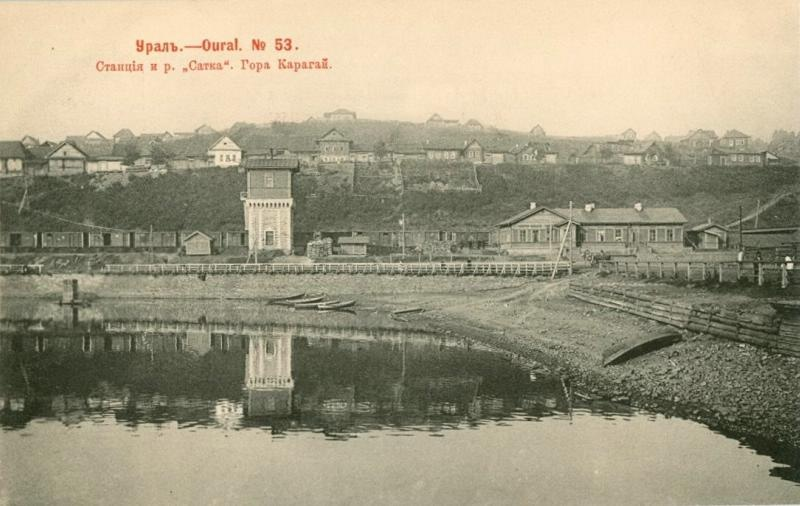
Сатка — станция и река. Открытка 1903 года.

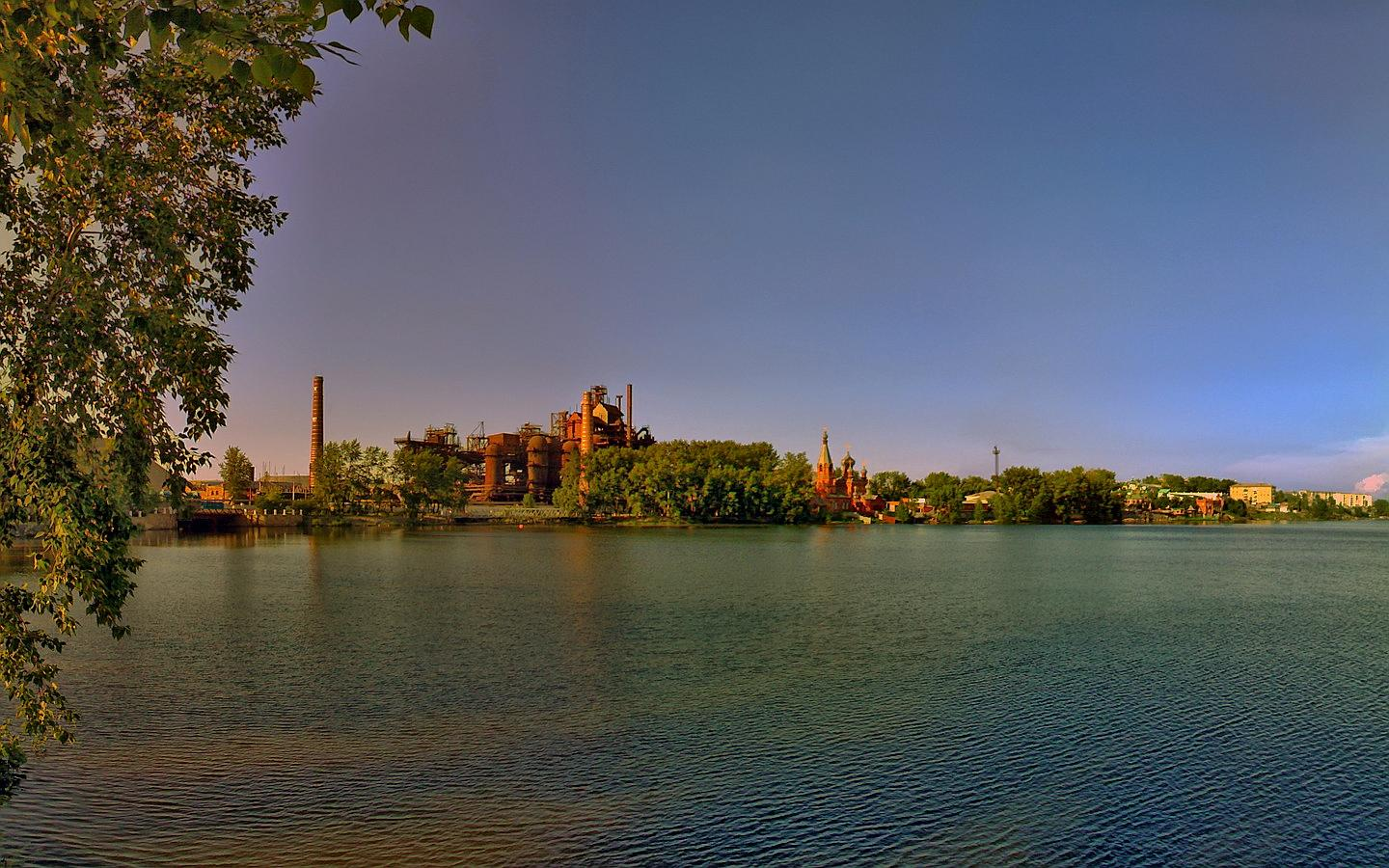
Сатка, фото 2008 год.

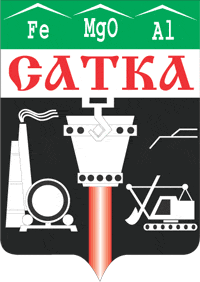
Герб (1983)

Са́тка — город в Саткинском районе Челябинской области России. Административный центр Саткинского района и Саткинского городского поселения. Население составляет 42 062 чел. (2023).
Распоряжением правительства Российской Федерации от 29 июля 2014 года № 1398-р «Об утверждении перечня моногородов» Саткинское городское поселение включено в категорию «Монопрофильные муниципальные образования Российской Федерации (моногорода), в которых имеются риски ухудшения социально-экономического положения».

## Этимология
Существуют различные версии по поводу происхождения топонима «Сатка». По одной версии гидроним Сатка, восходит к башкирским сат, сата, сатка, что означает «перекрёсток, развилина, междуречье». Согласно точке зрения Н. И. Шувалова, название могло произойти от башкирского родового этнонима «сатка», который упоминается в документах XVIII века. Род сатка входит в состав племени кувакан. Также есть другие толкования: «искра, проданная земля, река».

## География
Расположен на реке Большой Сатке, в 176 км от Челябинска, в 60 км от Златоуста. Железнодорожная станция на ветке Бердяуш — Бакал Южно-Уральской железной дороги.

## История
С давних пор берега бурной реки Сатки и горы западного склона Южного Урала: Зигальга, Нургуш, Зюраткуль, Лукаш служили убежищем старообрядцам, имевшим здесь свои скиты и потаённые моленные.
В период с 1753 по 1759 годы люди барона Сергея Григорьевича Строганова заключили несколько купчих крепостей с башкирами на их земли общей площадью 123071 десятин (112909 га), за что было заплачено 425 рублей (2,8 копейки за десятину). Весной 1756 года по прошению барона Строганова Главное заводов управление в Екатеринбурге для освидетельствования рудников и отвода места под заводы посылает двух специалистов — школьного подмастерья Аистова и пильного мастера Алексеева. 18 (29) сентября 1756 года они доложили в канцелярию Главного заводов управления, что «на речке Сатке под строение заводского места состоит в Куваканской вотчинной земле» по прямой линии в 26-ти верстах от впадения её в реку Ай; второе место под завод расположено в 4-х верстах вверх от устья Сатки. В ноябре 1756 года по указу Берг-коллегии барону Александру Сергеевичу Строганову было разрешено построить на подысканных местах «на речке Сатке железовододействуемых двух заводов с тремя домнами и шестнадцатью железоделательными молотами…» Был определён срок строительства заводов — первого в четыре года, а второго, нижнего, — в три года после пуска первого. Если заводы в указанные сроки пущены не будут, «кроме законных невозможностей и причин», то они будут конфискованы в казну. Ещё до официального разрешения главный управитель соляных промыслов и заводов барона Строганова Григорий Цивилин начал активную подготовку к строительству. Он нанял Михаила Карнакова, ранее работавшего у братьев Мосаловых, где организовал строительство Нязепетровского и Златоустовского заводов. После получения разрешения на строительство с пермских вотчин барона Строганова были переведены крепостные крестьяне. К апрелю 1757 года было перевезено 500 душ мужского пола вместе с семьями. К весне 1758 года было закончено строительство плотины — главного сооружения завода. К осени 1758 года строительство двух доменных печей и молотовой фабрики (три молота и шесть горнов) было закончено.
19 (30) ноября 1758 года начали работать домны Троице-Саткинского чугуноплавильного и железоделательного завода. Эта дата считается также днём рождения города.
В 1759 году завод выплавил 60 тысяч пудов чугуна, в 1760 году — 73800 пудов чугуна и 50500 пудов железа. Продукция с весенним разливом реки грузилась на барки — коломенки и отправлялась на Макарьевскую (с 1822 года Нижегородскую) ярмарку. Они длиной до 20 саженей (42 метра), шириной 4 сажени и борта 3 аршина (чуть более 2 метров), полностью загруженные осадку давали 1 метр. Грузоподъёмность коломенки — около 35 тысяч пудов. Часть продукции везли сухопутным путём на Троицкий рынок и продавали среднеазиатским купцам.
Вокруг заводского строения и фабрик вверх пруда в расстоянии от конторы в 1 версте был построен острог (городовая крепость), рубленая из сосновых бревен.
Первые открытые выступления рабочих состоялись в 1760 году.
В 1764 году граф Священной Римской империи барон Александр Сергеевич Строганов подал прошение в Берг-коллегию о приёмке в казну Саткинского завода в счёт погашения его казённого долга в 125522 рубля. В марте 1765 года канцелярия Главного управления Сибирских, Казанских и Оренбургских заводов оценила Троице-Саткинский завод в 81320 рублей 40 копеек. В это время на заводе проживали 1701 человек, селение состояло из 309 домов. Годовая производительность составляла: чугуна — 104129 пудов 13 фунтов. Завод обеспечивался рудой с 35 рудников. Строганов с оценкой не согласился и сделка не состоялась. В 1768 году Строганов под залог Саткинского завода взял в долг у Саввы Яковлева 70000 рублей на два года.
В 1768 году на Саткинском заводе была запущена медеплавильная печь. В 1769 году она выпустила 99 пудов меди, в 1770 году запущена вторая печь, и производство меди выросло до 800 пудов.
17 (28) июня 1769 года Строганов продал завод и 1800 душ мужского пола купцу Лариону Ивановичу Лугинину за 185000 рублей (из них 70000 вернул Яковлеву). 5 (16) августа 1769 года вышел Указ Ея Императорского Величества Самодержицы Всероссийской, узаконивший сделку.
28 мая (8 июня)  1770 года в Саткинский завод прибыла научная экспедиция Петра Симона Палласа.

### Восстание Е. И. Пугачёва
Жители Саткинского завода поддержали восстание Е. И. Пугачёва. В декабре 1773 года в Саткинском заводе прошел слух, что управитель завода Степан Моисеев получил императорский (пугачёвский) манифест, но, будучи верным существующему правительству, и своему хозяину Иллариону Лугинину, скрыл его. 6 (17) декабря 1773 года работные люди Саткинского и Златоустовского заводов прекратили работу, но домны оставили в рабочем состоянии. 18 (29) декабря 1773 года выборные, в количестве шести человек, направились в сторону Катав-Ивановского завода искать пугачёвцев, встретили атамана Ивана Степановича Кузнецова с отрядом. 22 декабря 1773 года (2 января 1774 года) отряд Кузнецова вступил в Сатку. Заводское население сдалось без сопротивления. Пугачёвцы получили на заводе 12 пушек, 250 ружей, 5 пудов пороха; новые власти раздали часть конфискованного господского имущества, сожгли долговые книги. Сатка стала одним из центров сосредоточения его вооружённых сил. В отряд Кузнецова вступило около 200 саткинцев, они отправились в Златоуст. В конце 1773 года в Саткинский завод прибыл атаман Иван Никифорович Грязнов. По его приказу на заводах была опечатана денежная казна, которую не успел конфисковать Кузнецов, и передана «под смотрение» атаману из местных конторщиков — Ивану Степанову. 7 (18) января 1774 года Грязнов во главе отряда из 4 тысяч человек прибыл к Челябинску и штурмом взял город. В марте 1774 к Сатке отступил отряд войскового атамана Ивана Наумовича Белобородова. От Пугачева к Белобородову был в помощь прислан бывший унтер-офицер гвардии атаман Михаил Голев. На заводе он пробыл не долго «за упреки в напрасных жителям тех мест мучительных побоях и всеконечном разорении, а многим и смертном убивстве» был по приказу Белобородова закован и отправлен к Пугачеву. Голев был разжалован из атаманов и отдан простым казаком в Яицкий полк. В начале мая 1774 года отряд «Государственного военного корпуса» во главе с Белобородовым в 700 человек с пушками (всего с присоединившимися до 2000 человек) покинул Сатку и направился к Магнитной, которую пугачёвцы взяли 5 (16) мая 1774 года.
Подполковник Иван Иванович Михельсон, разбив армию Чики Зарубина под Уфой, продолжил наступление и 15 (26) мая 1774 года занял Саткинский завод. 16 (27) мая 1774 года Михельсон со своим отрядом выступил из Саткинского завода. 22 мая (2 июня)  1774 года был бой с отрядом Емельяна Ивановича Пугачёва около деревни Лягушино (ныне Ключевка 2-я). В отряде у Михельсона были и саткинцы, которые присоединились во время нахождения отряда в Сатке.
Отступая, Пугачёв сжег Чебаркульскую крепость, Златоустовский завод и 1 (12) июня 1774 года вступил в Сатку. Приказал повесить купца К. Ширинкина и двух приказчиков: Степана Половникова и Степана Моисеева. Были повешены ещё несколько неугодных толпе человек. В Сатке Пугачеву приглянулась местная красавица 15 летняя Евдокия Невзорова. Она стала распоряжаться виселицей и много невинных жертв было казнено по её настоянию. В угоду ей Пугачев повесил больше, чем сам того хотел. Уходя из Сатки Пугачев «разлюбезную Дуняшу» прихватил с собой. После поражения пугачевских войск под Казанью она, щедро награжденная Пугачёвым, вернулась в Сатку. Здесь вышла замуж за крепостного мастерового Федора Аистова и жила с ним до смерти (в 80 лет). Вдову купца Ширинкина, Ирину, уходя из Сатки, взял в свой обоз атаман Анисим Тюрин. Она стала няней детей Пугачева от первой жены Софьи Дмитриевны. По приговору следственной комиссии была бита кнутом и сослана в монастырь.
В начале июня 1774 года к Сатке подошёл отряд Салавата Юлаева. По преданию, Емельян Пугачёв встретился с Салаватом недалеко от Сатки на горе Пьяной (к западу от Сатки, по легенде гора получила название в честь их встречи). Оставив сожженный Саткинский завод с церковью и 663 домами обывателей Пугачев, вместе с Салаватом, с объединённым отрядом в 3500 человек ушёл к Кунгурской дороге. 3 (14) июня 1774 года у деревни Верхние Киги произошло крупнейшее ожесточённое сражение между повстанцами Емельяна Пугачёва и царскими войсками под командованием Михельсона. Пугачев вынужден был отступить.
За время народного замешательства в Саткинском заводе из 1858 душ мужского пола погибли 268, без вести пропали 294, из 1651 души женского пола пропали 22. Согласно отчета специальной комиссии Берг-коллегии 1775 года о потерях после пугачевского восстания, в Саткинском и Златоустовском заводах пропажа имущества мастеровых составила 291685 рублей, заводского имущества 587511 рублей. Саткинский завод разрушен, сильно повреждена плотина, домна пришла в негодность, уцелело только несколько кричных горнов. Сожжено 663 обывательских дома, сгорела церковь. В Саткинском заводе уничтожено долговых записей на сумму 40250 рублей.
Приказчик Саткинского завода Николай Кураев (управлял заводом с 1775 по 1787 годы) в донесении Берг-коллегии сообщил, что на восстановление завода требуется 285392 рубля. Лугинин добавил к этой сумме стоимость завода с учётом реконструкции после Строганова — итого 514217 рублей. Просил приписать к заводам 2000 государственных крестьян и на покрытие всех убытков, для скорейшего восстановления заводов, запросил ссуду в 300000 рублей.

### После восстания Е. И. Пугачёва
На восстановление заводов Лугинину выделили 102000 рублей. В сентябре 1776 года восстановленный Троице-Саткинский завод возобновил работу.
22 сентября (3 октября)  1776 года после продолжительных дождей прорвало заводскую плотину. По подсчётам эксперта главного заводского управления унтер-шихтмейстера Петра Рязанова, ущерб составил 60616 рублей.
В октябре 1776 года главным управителем Златоустовских заводов стал Федот Иванович Ахматов, которого Ларион Лугинин прислал из Тульской домовой конторы. Окончательно заводское производство на Саткинском заводе запустили в 1777 году.
По данным ревизской сказки IV ревизии (1782 год), на Саткинском заводе числилось 877 ревизских душ мужского пола. Население уменьшилось в два раза, по сравнению с 1769 годом. Были переводы мастеровых людей на Златоустовский и на Миасский заводы, и потери во время Пугачёвского бунта.
В 1786 году 500 ревизских душ из Сатки и Златоуста переведены на Преображенский медеплавильный завод, которым владел П. М. Гусятников (муж Анны Ларионовны Лугининой и опекун над её племянниками, ставшими наследниками завода после смерти деда).
17 (28) мая 1790 года дворяне Лугинины приобрели у князя Репнина имения на реке Ветлуге с 4015 ревизскими душами. Крепостных постепенно переводили на уральские заводы, так на Саткинском заводе появился посёлок Ветлуга, расселённый при разработке магнезитовых руд во второй половине XX века.
В 1795 году Ахматов стал в Челябинске купцом 2-й гильдии с торговым капиталом в 5000 рублей. Главным управителем Златоустовских заводов стал Николай Корепанов, получивший вольную ещё при жизни Лариона Ивановича Лугинина в 1785 году.
В январе 1797 года братья Лугинины поделили всё дедовское наследство. Уральские заводские округа, по жребию, достались Ивану Максимовичу, а имения в Тульской и Костромской губерниях, полотняная фабрика отошли Николаю Максимовичу. Разницу в оценке долей имущества в 330000 рублей Иван должен был выплатить Николаю в рассрочку. Причиной раздела имущества стали большие личные долги И. М. Лугинина, которые ложились и на долю младшего брата. В создавшейся ситуации Иван Максимович написал письмо императору Павлу I с просьбой назначить над ним и его заводами попечителей. Попечители были назначены в лице генерал-майора Николая Савича Федцова и сенатора Николая Ефимовича Мясоедова.
В ноябре 1796 года была заключена сделка о покупке заводов. Московский купец Андрей Андреевич Кнауф должен выплатить за 10 лет 1800000 рублей. Ивану Максимовичу из этой суммы полагалось 200000 рублей, которую Кнауф должен передать попечителям, поскольку они не доверяли своему подопечному, считая, что он промотает эти деньги, как и всё своё состояние. В январе 1798 года Павел I подписал указ о приобретении Лугининских заводов в казну. 22 июня (3 июля)  1799 года была заключена купчая сделка на Златоустовские заводы с Государственным ассигнационным банком. При Златоустовской заводской конторе создано «горное начальство» во главе с обербергмейстером И. Ф. Фелькнером.
Указом от 30 сентября (12 октября)  1800 года Златоустовский, Саткинский, Кусинский, Артинский заводы передавались в аренду А. А. Кнауфу.
В 1811 году завод, сильно расстроенный, был окончательно отобран в казну. На заводе работала 1 доменная печь и 2 кричных фабрики с 16 горнами. В Сатке было 534 двора.
В 1811 году был образован казённый Златоустовский горный округ, который просуществовал до 1919 года.
Сменявшиеся владельцы, будучи нерасторопными предпринимателями, не заботились о положении рабочих. Это привело к печальным последствиям: бегствам, бунтам и волнениям.
Тем не менее, завод развивался, ибо потребность в металле была значительной. Он производил чугун, не уступавший по своему качеству шведскому, пудлинговое железо, изготовлял снаряды, орудийные лафеты. Избыток железа способствовал кузнечному промыслу.
В 1824 году Сатку посетил император Александр I, что положительным образом сказалось на дальнейшем развитии производства.
В 1861 году, после Указа Александра II об отмене крепостного права, наиболее предприимчивые стали заводить собственное дело. Так в Сатке появились первые купцы — Алпатовы, Щепкины, Вахрушевы, Пучковы.
5 (17) мая 1865 года указом Александра II образована Уфимская губерния. Саткинская волость вошла в Златоустовский уезд Уфимской губернии.
К концу XIX в. здесь были две домны, между механической мастерской и литейной проложен рельсовый путь.
В 1898 году на Карагайской горе вблизи Саткинского завода были обнаружены залежи синего камня — магнезита, который представляет собой сырьё для производства высококачественных огнеупоров. Это открытие определило судьбу города и района. С открытием месторождения магнезита был построен завод по производству огнеупорных изделий «Магнезит», продукция завода в 1905 году на Всемирной промышленной выставке в бельгийском городе Льеже была удостоена золотой медали.
Все горные работы выполнялись вручную: рабочие бурили шпуры глубиной до 3,5 м, взрывали породу динамитом и белым порохом, взорванную массу разбирали ломами, дробили кувалдами, выбирали породу, грузили в телеги и везли на обжиг. Из оборудования на заводе в начале XX века имелись лишь печь для обжига магнезита, шаровая мельница и пресс. В 1901 году было добыто чуть более 3 тысяч тонн руды, обожжено 600 т магнезитового порошка и 240 тонн кирпича. В дореволюционный период наибольшей производительности «Магнезит» достиг в 1916 году, когда была обожжена 31 тысяча тонн магнезитового порошка, изготовлено 10,4 тысяч тонн изделий.
В начале XX века в Сатке проживало до 10 тысяч человек. Среди них много пришлых людей. Потянулись на заработки старообрядцы различных сект и толков (австрийцы, поморцы, полушкинцы, перфильевцы, тихвинцы, перекрещенцы, филипповцы, федосеевцы и др.). Здесь было две церкви, два училища, почта, телеграф, больница, общество потребителей, два промышленных и 46 торговых предприятий.
С началом Первой Мировой войны на Саткинском чугуноплавильном заводе было решено построить электростанцию. В то время возникла острая необходимость в электроэнергии для привода 100 токарных станков, прибывших на завод. Кроме того, развитие производства Бакальских рудников и завода «Магнезит» требовало новых источников энергии. Если в 1914 году было произведено 2279 тыс. пуд. чугуна, то в 1917 году — 13056,5 тыс. пуд. чугуна. Здание электростанции начало строиться в сентябре 1916 года. В 1918 году полностью закончен монтаж двух паровых котлов с топками Гаррисона для сжигания доменного газа, а также монтаж двух турбогенераторов. Дальнейшие строительные работы были прерваны событиями гражданской войны.
В годы Первой Мировой войны было развёрнуто 4 лазарета: № 1 Земского союза (70 коек в здании Народного дома и в церковно-приходской школе), № 2 (25 коек в частных домах), № 3 (70 коек в земской школе), № 4 им. Рабочих и служащих завода «Магнезит» (10 коек в заводском здании Ветлужского посёлка).

### В годы Гражданской войны

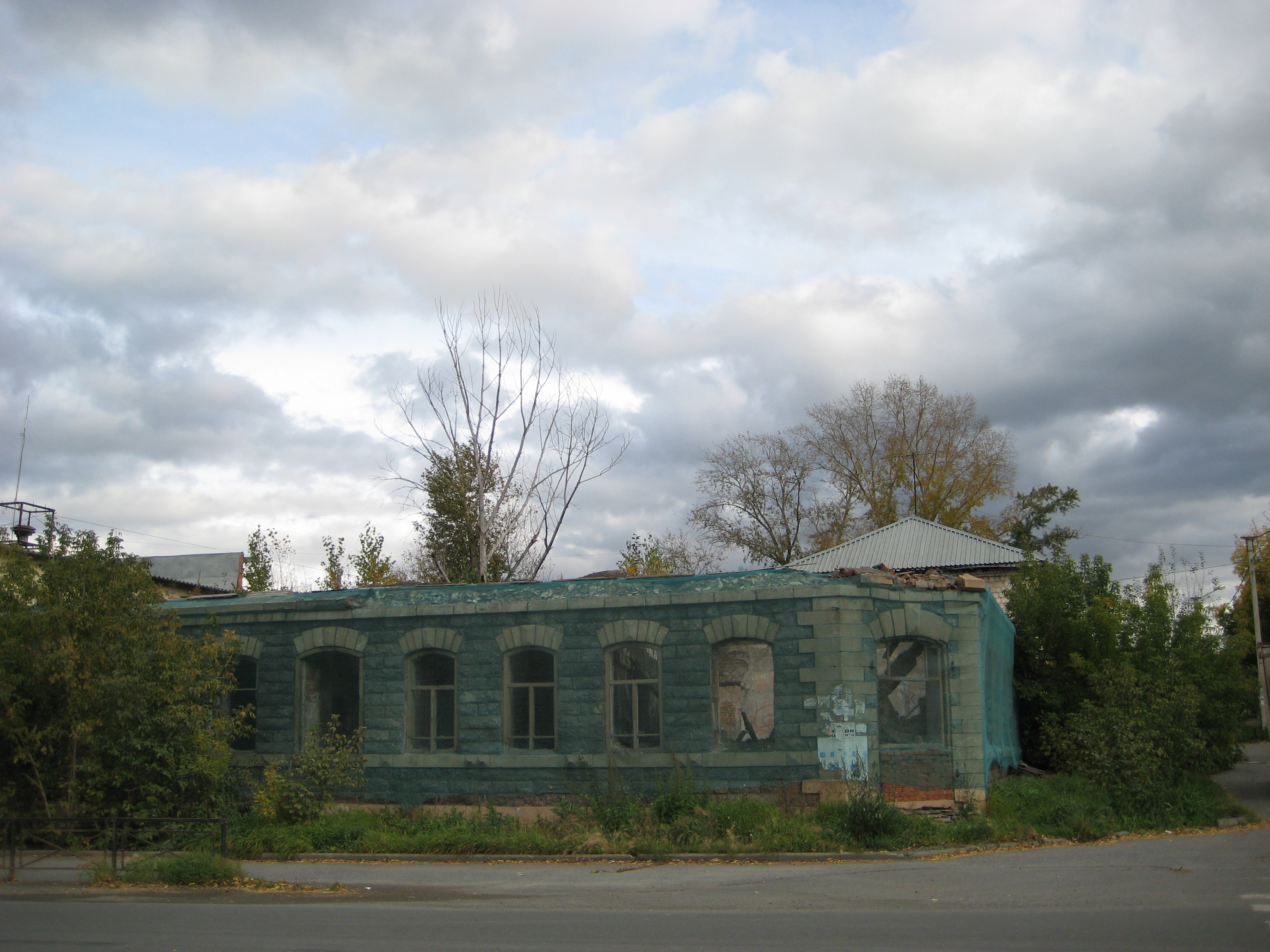
Дом купца Алпатова И. С. после пожара 20 августа 2008 года, фото 2013 года.

В январе 1918 года к власти в местном Совете пришли большевики и сразу же организовали при Совете боевую дружину в количестве 80 человек. Но местные отделения Южно-Уральского профсоюза служащих и профсоюза техников, как и большая часть населения, не поддержали идею передачи власти Советам. Поэтому власть в Сатке сохранило волостное земство, в котором преобладали эсеры.
В конце марта 1918 года красногвардейский отряд оказался достаточно сильным, чтобы свергнуть земскую власть. Собравшийся на рыночной площади сход населения в поддержку земства был разогнан силой оружия, при этом был убит председатель Союза торгово-промышленников Сатки Рябов.
В красногвардейские отряды в Сатке записалось 188 человек. 26 мая 1918 года белочехи захватили Челябинск. В конце мая 1918 года большая часть саткинских красногвардейцев уехала на борьбу с белочехами.
В ночь на 19 июня 1918 года произошло восстание против большевистской власти. Организатором восстания выступил местный Союз фронтовиков, во главе которого стоял Ф. Ф. Еретнов. Два отряда фронтовиков атаковали дом купца Ивана Степановича Алпатова, где размещались большевистский Совдеп и штаб Красной гвардии. Забаррикадировавшиеся в Совдепе красные потеряли одного убитым и одного раненым, у восставших также был один раненый. В 6 часов утра контрреволюционеры созвали митинг на Заводской площади. Митинг поддержал восставших и передал власть только что созданному Комитету общественной безопасности во главе с З. Хаматовым. Был образован штаб Народного ополчения в составе 2 рабочих и 7 офицеров во главе с мастером доменного цеха СЧПЗ Матанцевым. Заблокированные в доме Алпатова красные, узнав о поддержке восстания населением, сдались повстанцам. Митинг постановил арестовать членов Совдепа. Арестованы большевики Маринин Сергей Васильевич, Скорынин Пётр Матвеевич, Солодников (Волков) Александр Федорович, Шаров С. Е., Шаханов П. З., Дудин И. И., Ершов Е. Ф.. Арестованных поместили в арестном доме в Карагае.
Во второй половине дня 19 июня 1918 года небольшой отряд саткинских повстанцев во главе с прапорщиками В. А. Андреевым и Н. Н. Варгановым предпринял попытку захватить Бакальские рудники, но она оказалась неудачной. 20 июня 1918 года красные послали на Сатку бронепоезд, однако он потерпел крушение из-за снятых рельсов и был захвачен повстанцами. Восставшие отремонтировали бронепоезд и с его помощью 21 июня 1918 года захватили Бакал, охрана которого разбежалась без боя. В Бакале саткинцы захватили 69 вагонов с артиллерийским имуществом. В этот же день красный отряд (вероятно, 1-я рота Симско-Миньярского батальона в составе 150 человек) вёл наступление на Сатку со стороны Бердяуша, но был отброшен. Через несколько дней в Сатку вошли белочехи.
12 июля 1918 года расстреляны на станции Ураим саткинские большевики: секретарь Совета П. М. Скорынин, военный комиссар Солодников А. Ф., члены исполкома Шаров С. Е., Шаханов П. З., Гаврилов П. В., Соколов И. Г., Щербаков Н. П. и Скорынин А. П.. Останки казнённых были обнаружены после освобождения Сатки в 1919 году и торжественно захоронены в братской могиле в городском сквере. В 1930 году сооружен существующий обелиск. На обелиске установлена мемориальная плита с текстом: «Павшим за власть Советов…» и 47 фамилий. В 1963 году проведена реконструкция сквера. На могиле был установлен мраморный памятник, включённый в единый ансамбль с обелиском.
24 июня 1919 года началась Златоустовская операция. 2 июля 1919 года начались упорные бои белых 4-й Уфимской и 12-й Уральской дивизий с красной 26-й стрелковой дивизией, стремившейся выйти на железную дорогу на участке станции Сулея — Бердяуш.
11 июля 1919 года Сатка освобождена от колчаковских войск.

### После Гражданской войны
На основании постановления ВЦИК от 3 ноября 1923 года и Декрета ВЦИК от 12 ноября 1923 года в составе Златоустовского округа Уральской области образован Саткинский район с центром в посёлке Сатка. Постановлением ВЦИК от 17 января 1934 года район включён в состав вновь образованной Челябинской области.
27 августа 1928 года Сатка стала посёлком городского типа, 20 апреля 1937 году — городом районного подчинения.
С началом Великой Отечественной войны жителями Саткинского района включились в движение «Всё для фронта! Всё для победы!». 9 июля 1941 по партийной мобилизации в действующую армию было призвано 500 коммунистов, в том числе 1-й секретарь райкома И. Н. Захаров; всего из Саткинского района ушло на фронт свыше 4,5 тыс. человек, из них 3209 погибли. В Сатке были развернуты военные госпитали, персонал которых оказывал медицинскую помощь и жителям города. Саткинский металлургический завод (директор П. И. Минеев) обеспечивал оборонную промышленность чугуном для производства боевой техники; механический цех поставлял запасные части для электростанций; на производственных площадях разместился эвакуированный из Харькова завод «Теплоприбор» (позднее переведен в Челябинск). В 1942 и 1943 годах Саткинский район не справился с выполнением Госплана, в 1944 году выполнил план по хлебозаготовкам (2-е место в области).
17 октября 1957 года Сатка стала городом областного подчинения. 1 февраля 1963 года Саткинский район был упразднён с включением его территории в пригородную зону города Сатка. 12 января 1965 года Саткинский район вновь образован, но районный Совет не был образован, территория осталась подчинена Саткинскому городскому Совету депутатов.

## Климат
- Преобладает умеренный климат.
- Среднегодовая температура воздуха: 2,2 °C;
- Относительная влажность воздуха: 69,2 %;
- Средняя скорость ветра: 3,2 м/с;

| Показатель              | Янв.  | Фев.  | Март  | Апр.  | Май   | Июнь | Июль | Авг.  | Сен.  | Окт.  | Нояб. | Дек.  | Год   |
| ----------------------- | ----- | ----- | ----- | ----- | ----- | ---- | ---- | ----- | ----- | ----- | ----- | ----- | ----- |
| Абсолютный максимум, °C | 2,4   | 6,8   | 12,3  | 30,1  | 33,7  | 35,6 | 36,8 | 35,4  | 31,7  | 25,1  | 14,2  | 4,6   | 36,8  |
| Средняя температура, °C | −13,3 | −13   | −7    | 2,4   | 11,8  | 17,8 | 19,2 | 16,1  | 10,4  | 2,6   | −7,5  | −12,3 | 2,2   |
| Абсолютный минимум, °C  | −56,1 | −54,2 | −45,7 | −36,2 | −15,1 | −6,2 | −5,1 | −10,4 | −16,1 | −25,4 | −37,1 | −53,5 | −56,1 |
| Норма осадков, мм       | 20    | 22    | 32    | 34    | 57    | 102  | 125  | 89    | 82    | 46    | 26    | 17    | 652   |

## Население
| 1782    | 1795    | 1799    | 1834    | 1863    | 1870    | 1896    | 1905    | 1926    | 1931    |
| ------- | ------- | ------- | ------- | ------- | ------- | ------- | ------- | ------- | ------- |
| 1798    | ↘1316   | ↗2546   | ↗3925   | ↗6000   | ↗6064   | ↗7913   | ↗10 128 | ↗12 708 | ↗16 900 |
| 1939    | 1959    | 1967    | 1970    | 1979    | 1989    | 1992    | 1996    | 1998    | 2001    |
| ↗28 400 | ↗43 142 | ↗45 000 | ↘44 112 | ↗46 191 | ↗50 664 | ↗51 000 | ↘49 500 | ↗49 800 | ↘49 700 |
| 2002    | 2003    | 2005    | 2006    | 2007    | 2008    | 2009    | 2010    | 2011    | 2012    |
| ↘49 686 | ↗49 700 | ↘48 500 | ↘47 700 | ↘46 900 | ↘46 503 | ↘45 696 | ↘45 178 | ↘45 043 | ↘44 443 |
| 2013    | 2014    | 2015    | 2016    | 2017    | 2018    | 2019    | 2020    | 2021    | 2023    |
| ↘43 934 | ↘43 229 | ↘42 688 | ↘42 437 | ↘42 214 | ↘41 798 | ↘41 339 | ↘41 309 | ↗42 597 | ↘42 062 |

На 1 января 2025 года по численности населения город находился на 362-м месте из 1124 городов Российской Федерации.

## Экономика

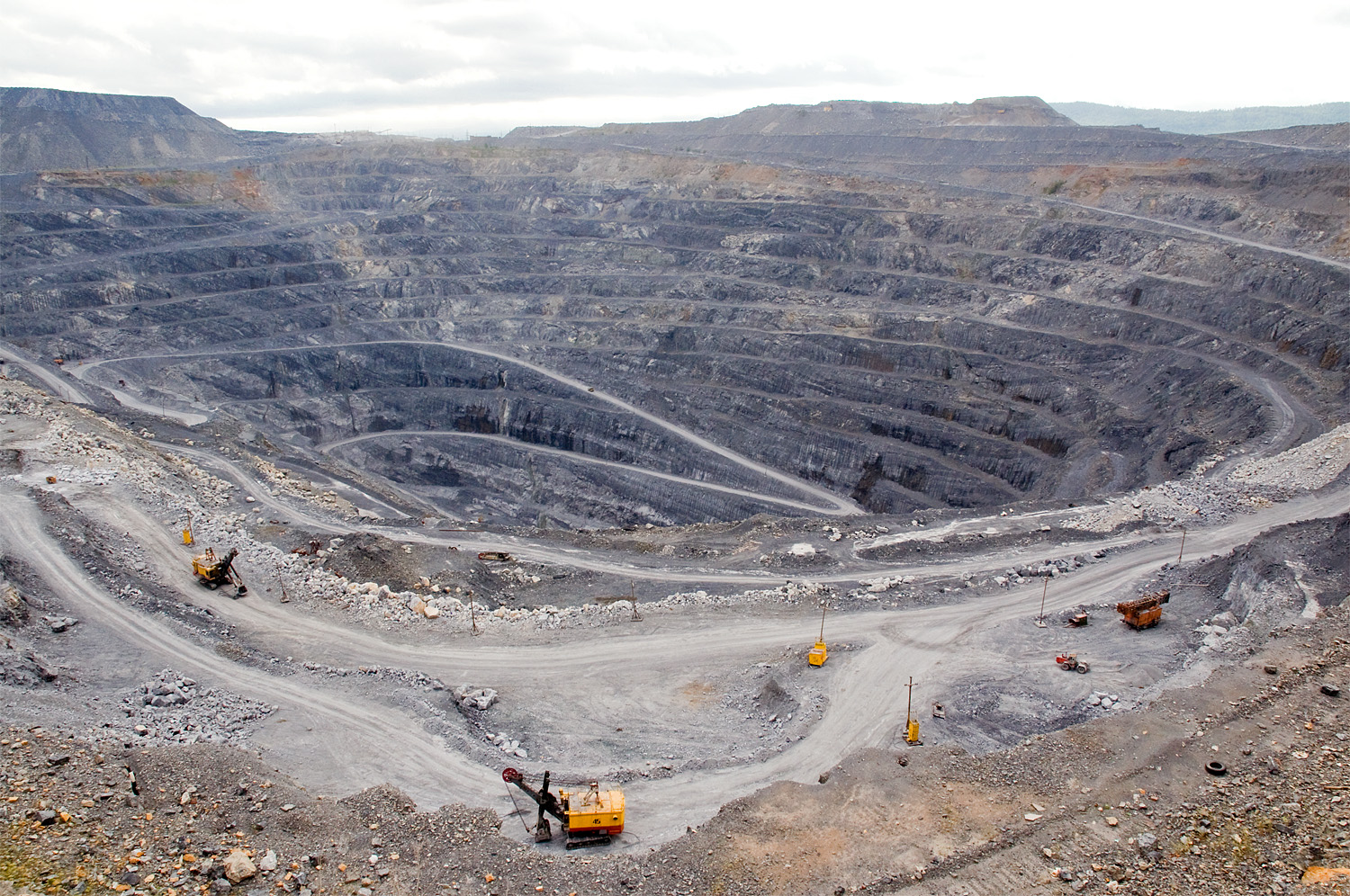
Сатка. Один из старейших карьеров, где добывают магнезит

- ПАО «Комбинат „Магнезит“» — производство огнеупоров.
- ООО «Саткинский щебзавод» — производство щебня.
- ООО «Группа Магнезит» — перепродажа огнеупорных порошков, смесей и масс.
- ПАО «Саткинский чугуноплавильный завод» — производство ферросплавов.
- ООО «Уралэнергосервис» — строительно-монтажные работы.
- ООО «Виском» — строительные материалы и оборудование.
- ООО «Рефорс» — производство железобетонных изделий.
- ООО «Саткалеспром».
- АО «ДРСУ».
- ООО «Окси групп» — производство пластиковых окон и алюминиевых конструкций.
- АО «Энергосистемы» — предоставление коммунальных услуг населению.

В ведении комбината «Магнезит» находится уникальная для России действующая узкоколейная железная дорога колеи 1000 мм. Развёрнутая протяжённость узкоколейной железной дороги около 20 километров. Дорога полностью электрифицирована.

## Учебные заведения
- Саткинский медицинский колледж.
- Саткинский горно-керамический колледж им. А. К. Савина.

## Достопримечательности
- Саткинский чугунолитейный завод — предприятие, которое было образованно на купленных 1756 году у местных башкир в землях, и первая партия продукция была изготовлена в 1758 году[43].
- Дворец культуры «Магнезит» — образованный на базе завода культурно-просветительской центр[44].
- Карагайский карьер — основное место источника сырья для производства изделий из магнезита в городе[45].
- Саткинские «Пороги» — старая недействующая гидроэлектростанция в каньонообразном ущелье, памятник истории и культуры областного значения[46].
- Краеведческий музей города Сатка[47].
- Шахтные печи для обжига известняка — заброшенные сооружения построенные 1961 году[48].
- Развлекательный комплекс «Сонькина лагуна».
- Дом купца Алпатова[49].
- Национальный парк «Зюраткуль».

## Религия
Православные храмы
- Церковь Троицы Живоначальной (ныне музей)

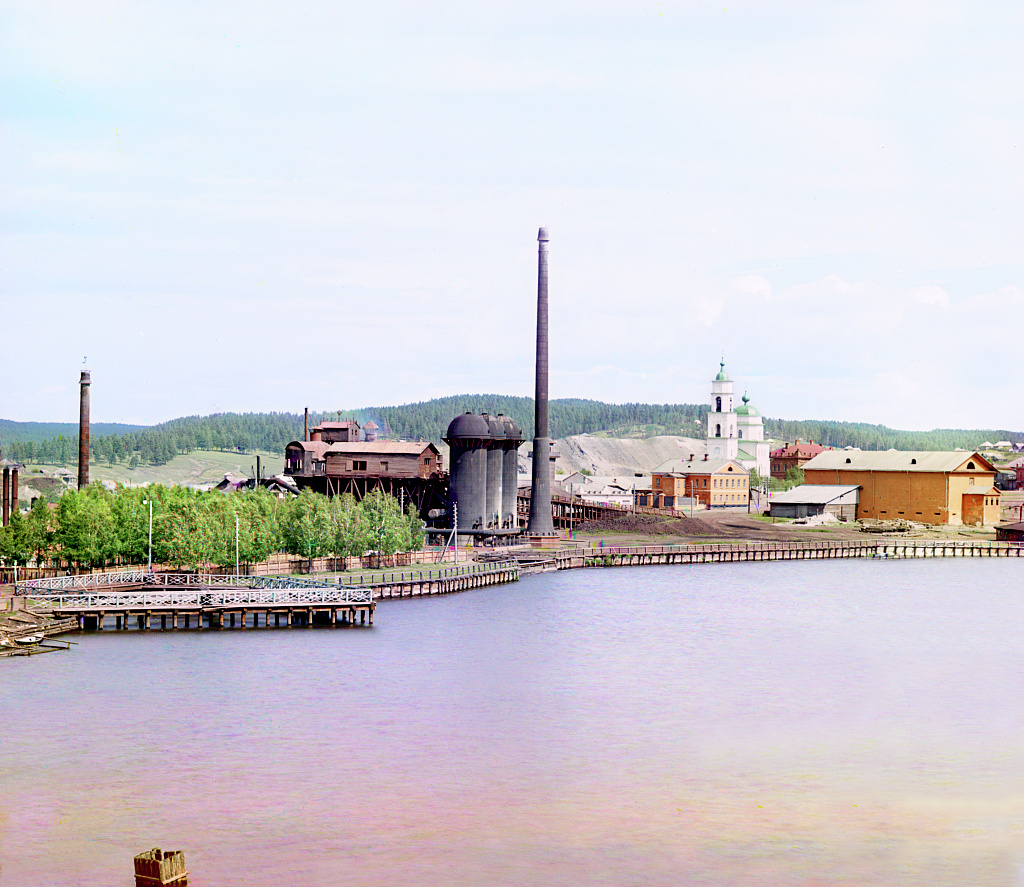
Саткинский завод и Троицкая церковь, фото: С. М. Прокудин-Горский, 1910 год.

На площади перед строящимся Троице-Саткинским заводом поставили маленькую деревянную церковь в честь Живоначальной Троицы. В июне 1774 года её вместе с заводом сожгли пугачёвцы. В 1785 году на её месте стали строить каменную церковь, которая начала действовать в 1790 году. Собор разделен на два этажа. Нижний был отделан в стиле Людовика XIV, а верхний — в популярный тогда итальянский стиль. На колокольне были часы — изобретение одного из саткинских рабочих, после его смерти бездействующие. Церковь была двухпрестольной: первый во имя Николая Чудотворца, второй во имя Живоначальной Троицы. Из-за ветхости в 1850—1851 годах в церкви перестроили три стены и наружную лестницу на  2-й этаж с западного фасада. В начале 1930-х годов церковь закрыли, купол и колокольню разобрали. Перед Великой Отечественной войной в здании располагалась столовая, в 1941—1944 годах — школа снайперов, в 1945—1953 годах — Дом пионеров, в 1956—1988 годах — кинотеатр им. С. М. Кирова, в 1989 — июле 1990 года — выставочный зал, с августа 1990 года — Саткинский городской краеведческий музей. Музей расположен по адресу:         пл. 1 Мая, 1б — 55°02′26″ с. ш. 59°01′41″ в. д.
- Кафедральный собор Николая Чудотворца

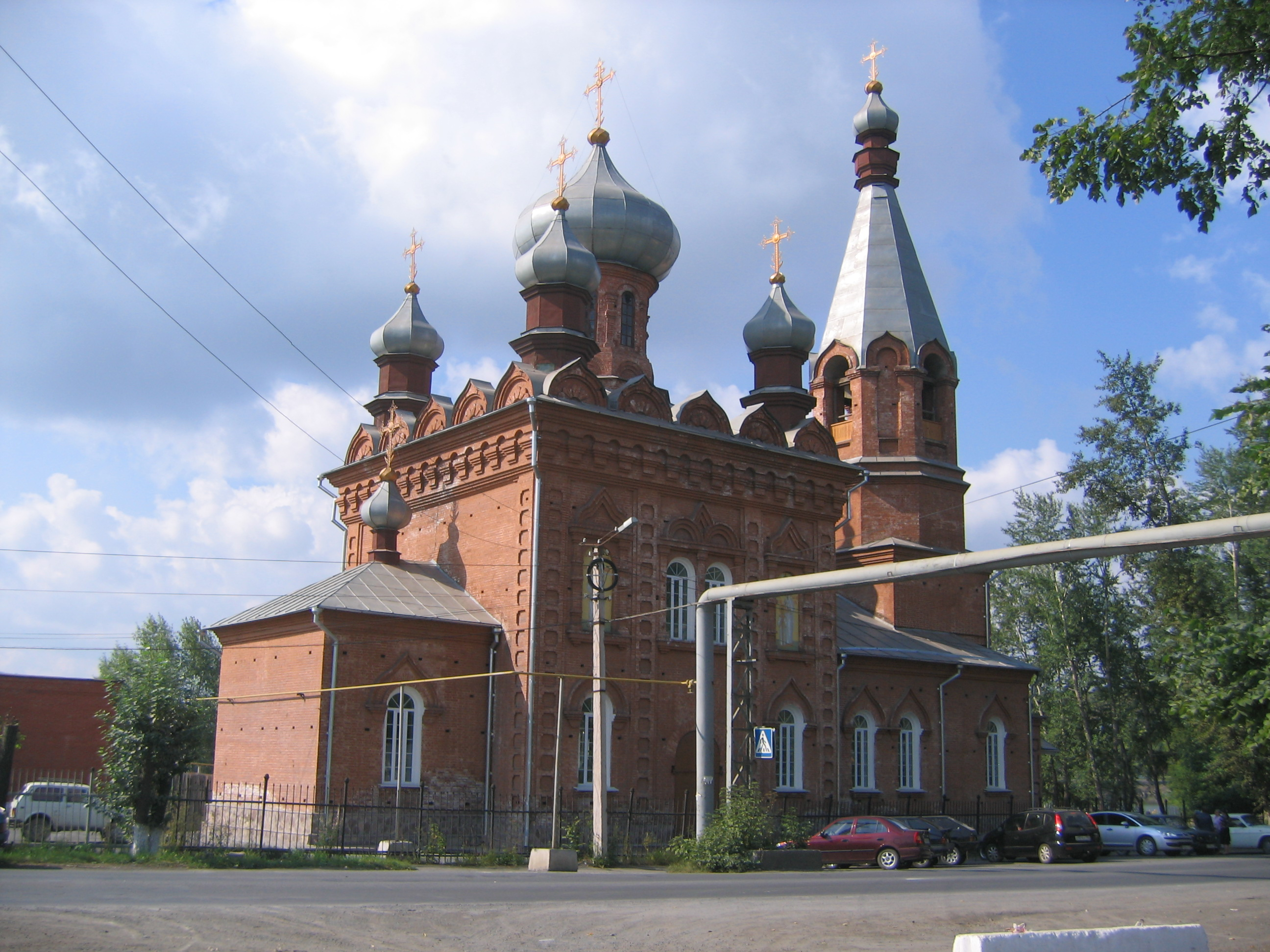
Кафедральный собор Николая Чудотворца.

В 1835 году официально было зарегистрировано 135 членов Никольско-Успенской общины поморского согласия. Во главе общины стоял старшина Антон Алексеев (сын) Алпатов. Молебны проходили в его доме. Из-за притеснений старообрядцев многие из них перешли в единоверие. В 1848 году в Саткинском заводе единоверов значилось 181 человек, наставником единоверческой общины остался А. Алпатов. 21 марта (2 апреля)  1850 года единоверы Сатки подали «покорнейшее прошение» горному начальнику о строительстве молитвенного дома. В 1850-е годы дом был построен, вскоре он перестал удовлетворять нужды верующих и подали прошение в Уфимскую Духовную консисторию о строительстве новой церкви в которой в 1862 году им было отказано.
25 мая (7 июня)  1908 года состоялась закладка нового храма во имя Николая Чудотворца. Закладку освящал архимандрит Воскресенского единоверческого монастыря. Здание построено на бутоволенточном фундаменте из красного кирпича, изготовленного на саткинских кирпичеделательных заводах И. Алпатова и П. Щепкина. В плане церковь имеет слабовыраженный крест. Расписывал церковь богомаз Евгений Лаврентьев. Новую церковь возводили прямо вокруг деревянного молитвенного дома, где во время строительства продолжались богослужения. По окончании строительства в 1913 году старую церковь разобрали по бревнам и перевезли в посёлок Монастырку (15 км от Сатки), где собрали вновь (храм не сохранился).
7 марта 1918 года Поместный собор Православной российской церкви учредил 5 единоверческих кафедр, в том числе Саткинскую, как единоверческое викариатство Уфимской епархии. 11 марта 1937 года Патриарший Местоблюститель митрополит Сергий (Страгородский) постановил вследствие отсутствия (ареста) епископа Вассиана «управление единоверческими приходами в каждой епархии впредь до новых распоряжений передать местным архипастырям на общем основании»[9], что должно было означать если не упразднение Саткинской кафедры, то по крайней мере потерю её единоверческого статуса.
Церковь закрыли последней из всех Саткинских храмов. Настоятель храма протоиерей Александр Можаев был арестован в 1938 году и умер в ссылке. С 1944 по 1948 год церковь была действующей. В 1948 году церковь вновь закрыли. В начале 1950-х годов здание было передано конторе «Заготзерно». В 1958 году здание передали создававшемуся городскому краеведческому музею. Решением Саткинского горисполкома № 181 от 13 мая 1987 года здание взято на учёт как памятник архитектуры местного значения.
В 1991 году передали Русской православной церкви. 2 декабря 1991 года храм был освящён и стал действующим.
27 декабря 2016 года решением Священного Синода из состава Челябинской епархии была выделена новообразованная Златоустовская епархия с включением её в состав Челябинской митрополии, а правящему архиерею Златоустовской епархии определено иметь титул «Златоустовский и Саткинский»
Собор расположен по адресу: пл. 1 Мая, 2а — 55°02′21″ с. ш. 59°01′35″ в. д.
- Часовня Антонины великомученицы

Православная часовня во имя святой великомученицы Антонины стоит на взгорке и округлостью форм напоминает пасхальный куличик. Построена в сентябре 2003 года из деревянного бруса и обшита деревом саткинским предпринимателем Виктором Савиным в память о покойной жене Антонине. Часовня находится в больничном городке, ул. Куйбышева, 15 — 55°03′10″ с. ш. 58°58′10″ в. д.
- Часовня иконы Божией Матери «Споручница грешных»

Православная часовня иконы Божией Матери «Споручница грешных» построена в 2010 году. Кирпичная кубическая часовня расположена на территории Паленихинского кладбища — 55°02′58″ с. ш. 59°04′05″ в. д.
- Часовня Иоанна Предтечи

Православная часовня Иоанна Предтечи построена в 2015 или 2016 году. Расположена на кладбище на Малой Запани — 55°01′19″ с. ш. 58°58′34″ в. д.
Мечети
- Мечеть

В 1890-е годы был открыт мусульманский молитвенный дом, попечителем которого был Биктагир Фаткуллин. В 1904 году на Саткинском заводе было 124 мусульманина (всего 210 мусульман-мужчин в волости). В 1906 году был проведён ремонт культового здания. Разрешение на строительство мечети получено в 1918 году, но она не была построена.
В 2007 году был заложен первый камень на месте строительства мечети. 23 сентября 2022 года церемонию открытия провёл верховный муфтий, председатель Центрального Духовного управления мусульман России, шейх Талгат Таджуддин. Махалля-мечеть № 1123 расположена по адресу: ул. Абросимова, 24 — 55°03′17″ с. ш. 58°57′51″ в. д.
Протестантские общины
- Саткинская объединенная методистская церковь Возрождение[52][53]

## Пресса
1 октября 1930 года вышел первый номер газеты «Сталинец». С 3 июня 1933 года носит название «Саткинский рабочий».

## Известные жители
- Герои Советского Союза, родившиеся в Сатке: И. Н. Немчинов (1918—1979), М. А. Немчинов (1906—1957), В. В. Шаров (1909—1942)
- Герои Социалистического Труда, родившиеся в Сатке: К. Ф. Запонова (1923—2013), К. М. Кочетов (1923—2009), Н. М. Семёнов (1935—2010)

## Побратимы
Города-побратимы — это города, с которыми заключены соглашения о побратимских отношениях.
|          |          |                        |                     |            | Города-побратимы \| Название \| Страна \| Регион \| Дата \| Примечание \| \| -------- \| -------- \| ---------------------- \| ------------------- \| ---------- \| \| Ревуца \| Словакия \| Банска-Бистрицкий край \| 14 ноября 2017 года \| [55] \| |
| Название | Страна   | Регион                 | Дата                | Примечание | |
| Ревуца   | Словакия | Банска-Бистрицкий край | 14 ноября 2017 года | [ 55 ]     | |

## Галерея

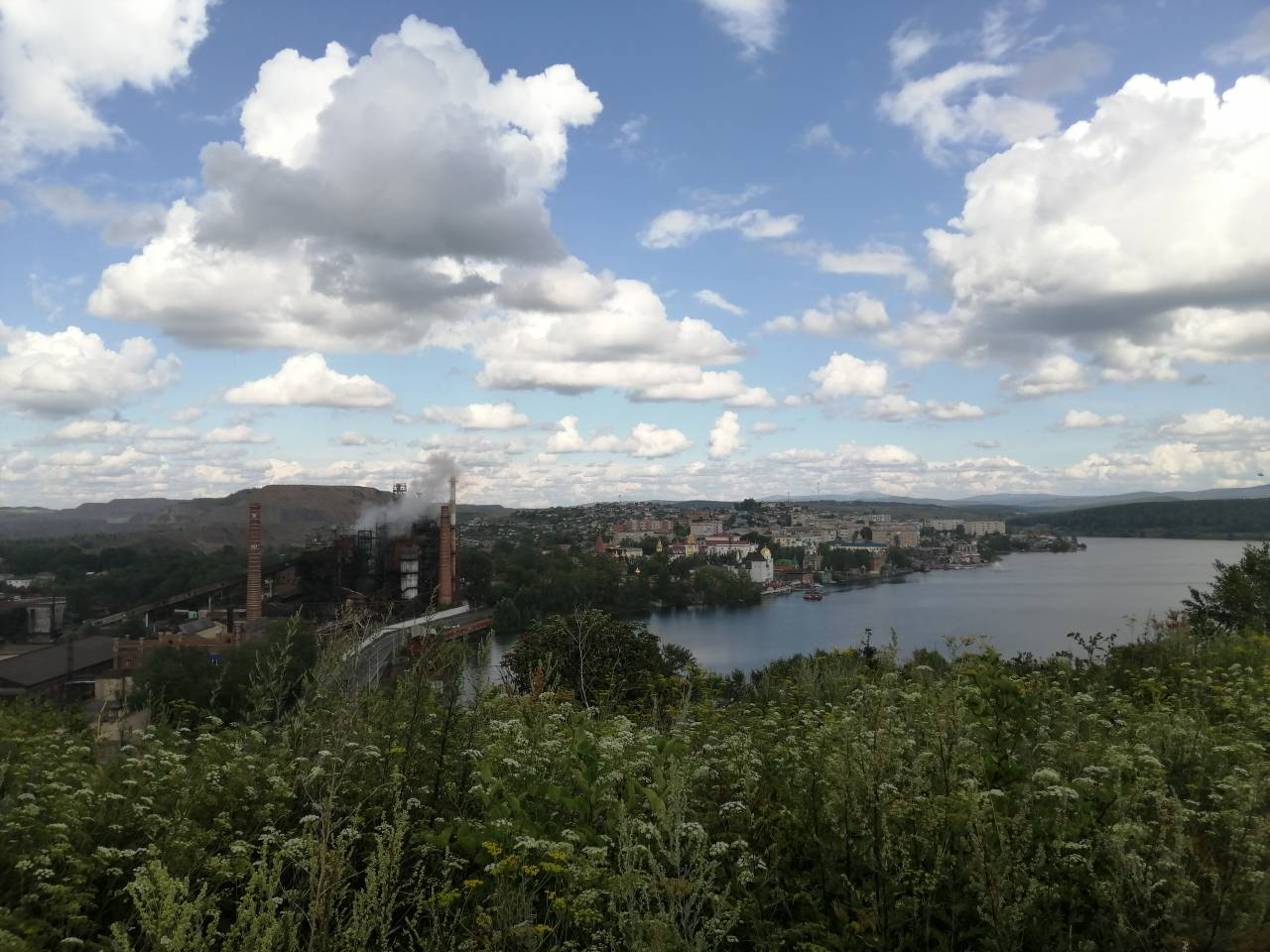
Вид на чугуноплавильный завод и старую часть города
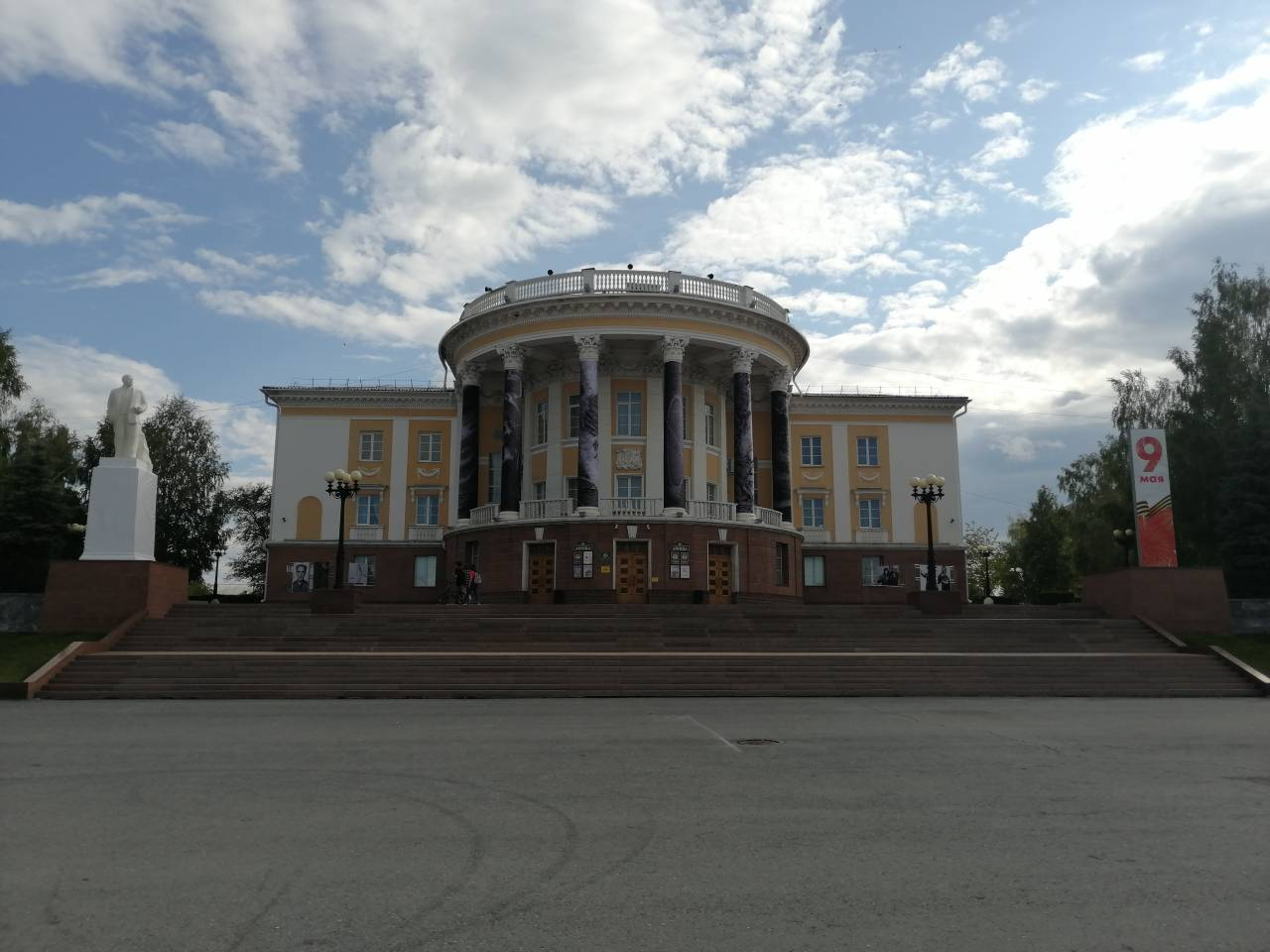
Дом культуры «Магнезит»
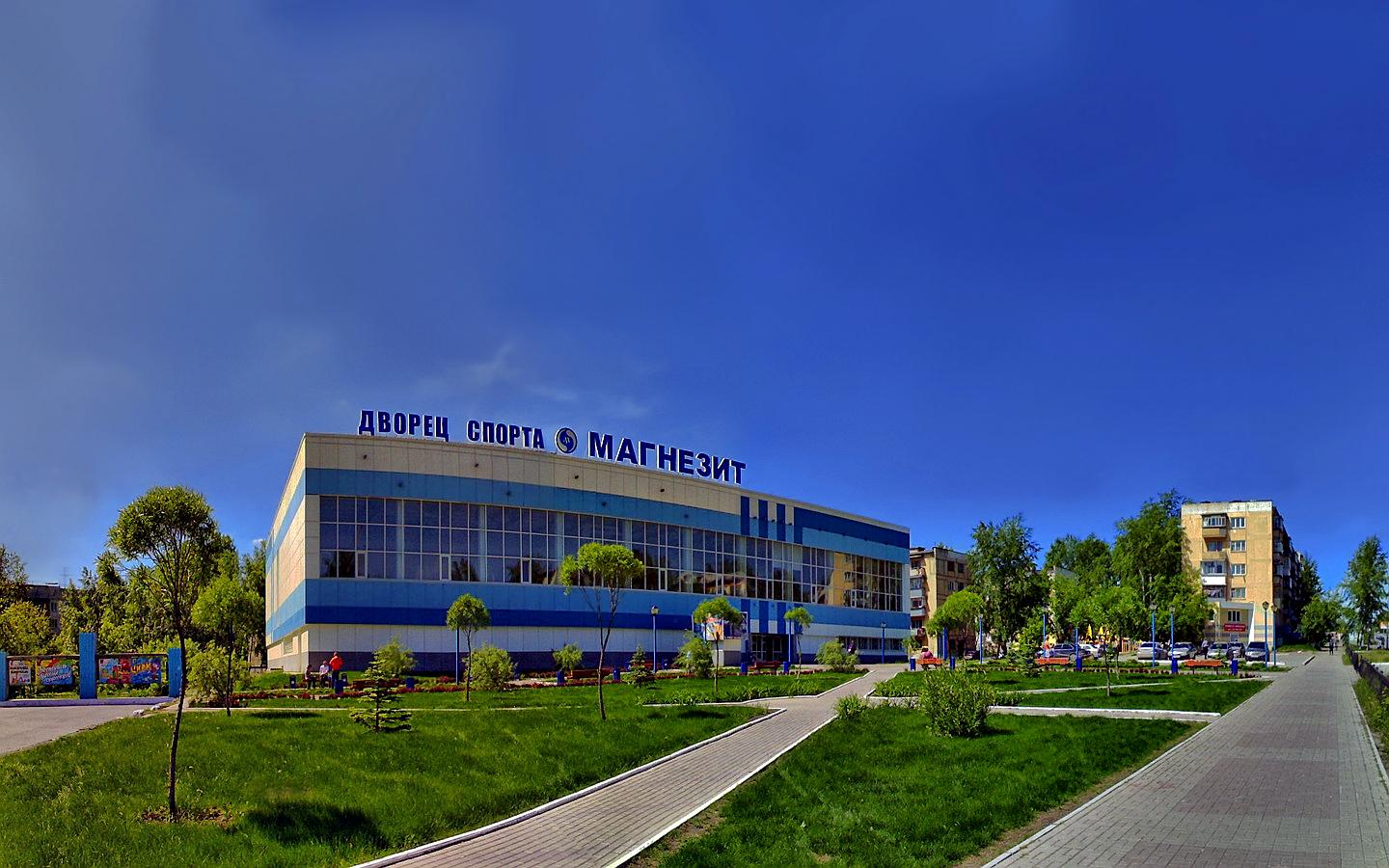
Дворец спорта комбината «Магнезит»
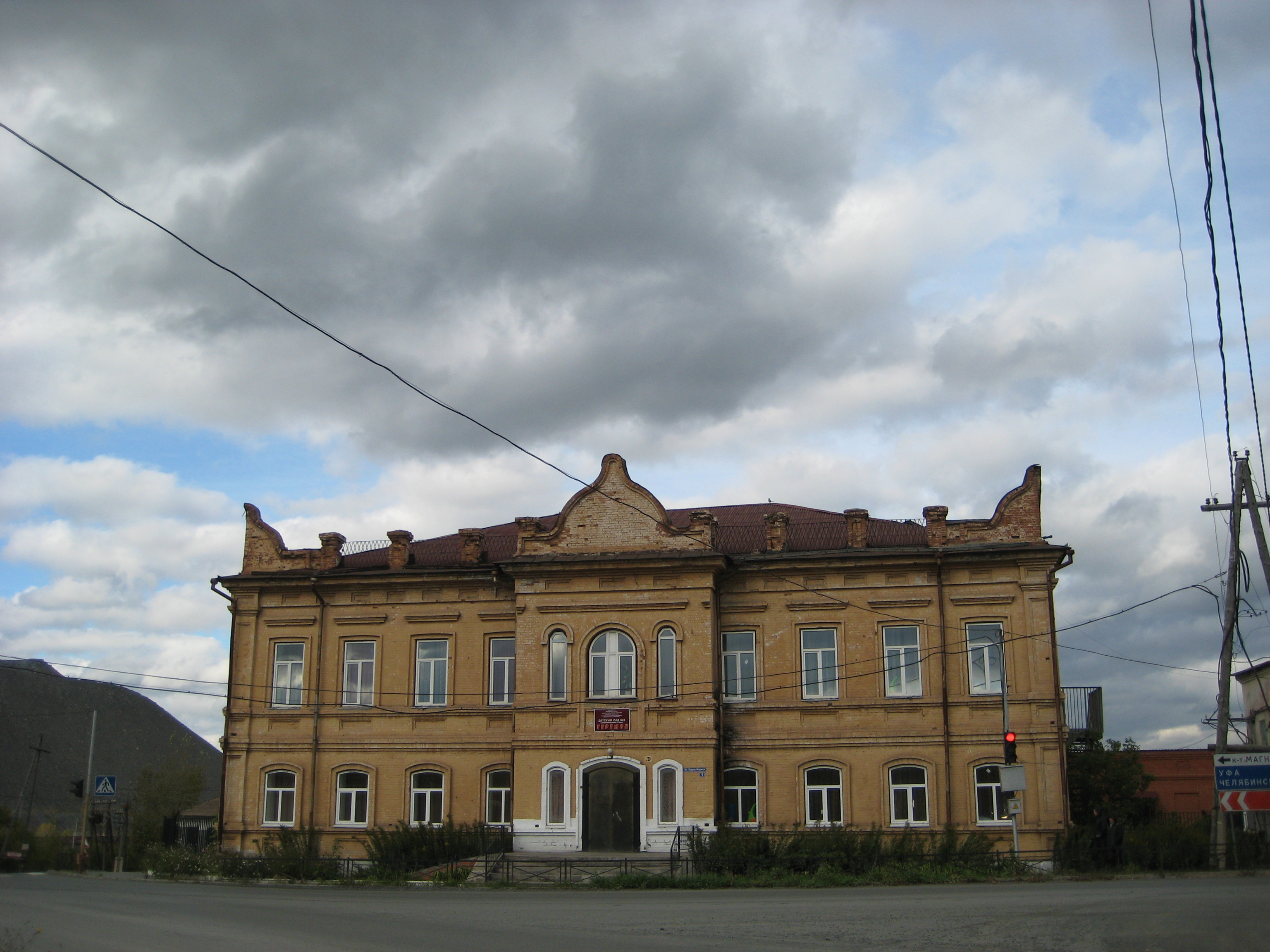
Детский сад «Теремок»
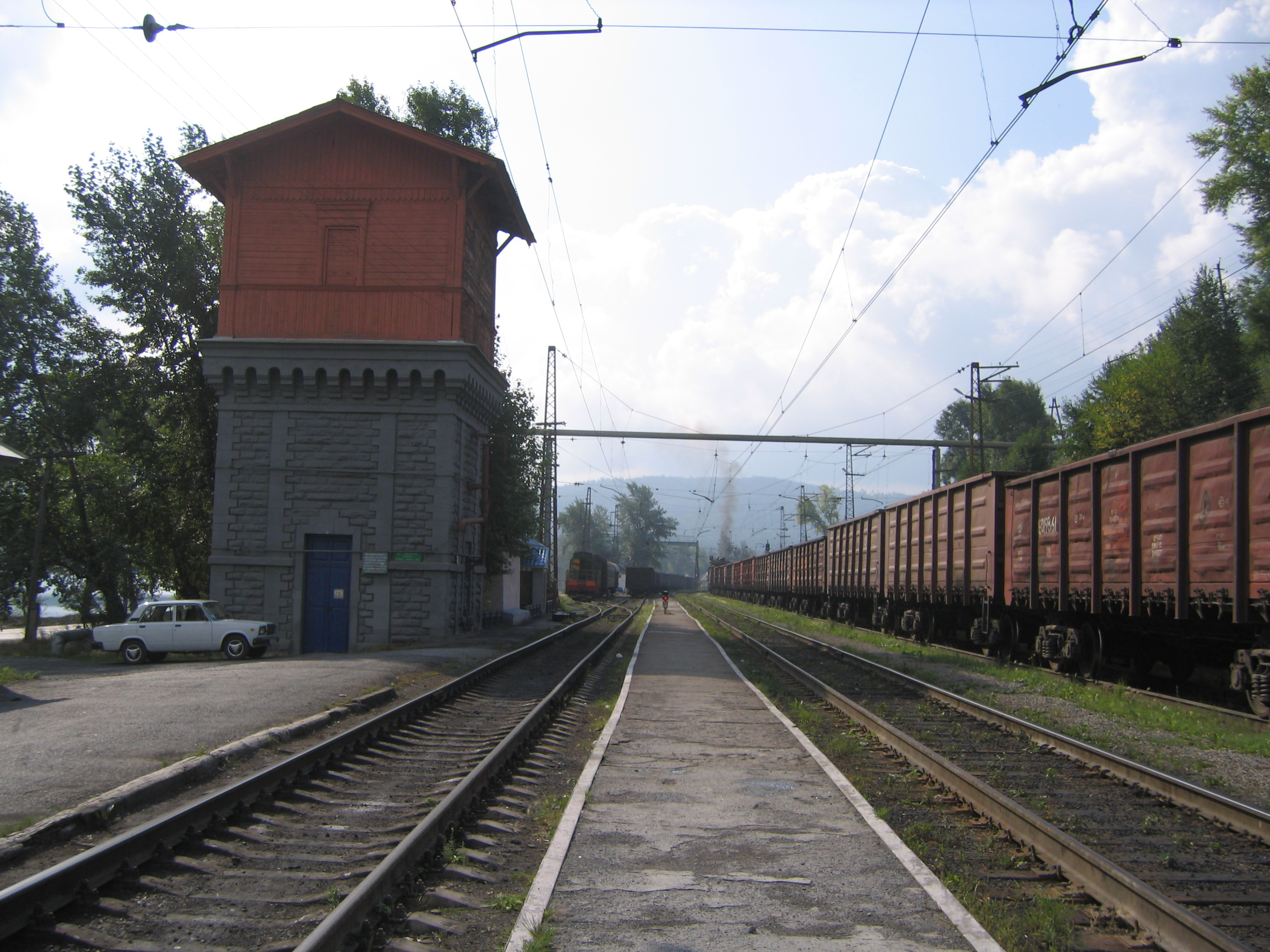
Водонапорная башня
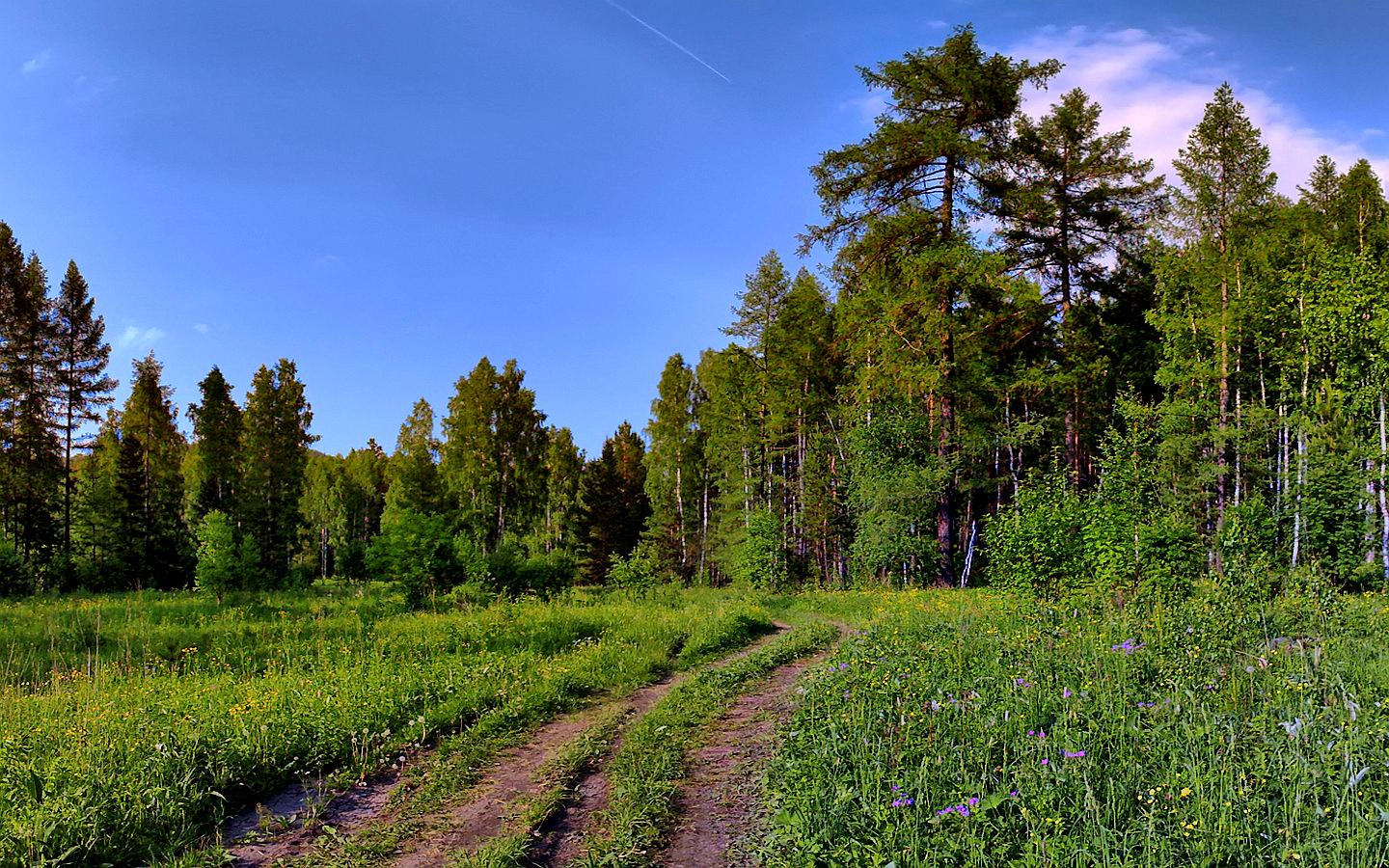
В окрестностях Сатки